# Последние пантеры
«Последние пантеры» (англ. The Last Panthers) — франко-британский криминальный мини-телесериал, созданный Джеком Торном и срежисированный Юханом Ренком. Сериал повествует о реально существовавшей группировке Розовые пантеры, специализировавшейся на ограблениях ювелирных магазинов. Премьера состоялась в 2015 году на телеканалах Canal+ (Франция), Sky Atlantic (Великобритания) и SundanceTV (США).
В сериале в качестве главной темы звучит композиция Дэвида Боуи Blackstar. Композитором сериала выступил диджей Крис Кларк, это был его дебют на телевидении.

## В ролях
- Саманта Мортон — Наоми Фрэнком[7].
- Джон Хёрт — Том Кендл
- Тахар Рахим — Халил Рашеди
- Горан Богдан — Милан Челик
- Никола Джуричко — Миломир Буква
- Наташа О’Кифф — Кёрсти Уилкинсон
- Камелия Жордана — Самира
- Давид Денсик — Гийом фон Рис
- Никола Ракочевич — Аднан Челик